# Lleterola de camp
La lleterola de camp o lleterola (Euphorbia falcata) és una espècie de planta de la família euphorbiaceae, plantes conegudes en català generalment com a "lletereses".

## Distribució i hàbitat
És una planta arqueòfita, que es troba a Europa i a l'Àsia occidental. Ha estat catalogada com a espècie invasora en molts llocs del planeta.
La lleterola de camp és una espècie xeromesòfita que originàriament es troba en zones semiàrides, afavorint pendents de turons i els peus de zones muntanyenques baixes com a hàbitat natural. Actualment sovint creix com a planta ruderal i segetal. Es troba en zones on s'aboquen escombreries, a la vora de camins i vies de tren i a camps abandonats. Sovint envaeix horts i camps de conreu.

## Descripció
És una planta herbàcia anual de color verd blavós. La lleterola de camp creix només fins a una alçada d'entre 8 i 40 cm essent una de les lletereses més petites. La tija és recta i creix perpendicular a terra. Les fulles tenen forma de llanceta són llargues i estretes (5 mm) amb una punxa a la punta.
La inflorescència té moltes fulles amb les bràctees molt amples. Són pol·linitzades pels himenòpters. Els nectaris de la lleterola de camp són semicirculars, petits i verds o verd groguenc. És degut a llur forma de mitja lluna o de falç que la planta rep el seu nom llatí "falcata".
Els fruits són una càpsula llisa i les llavors tenen la pell aspra, ornamentades amb una aresta dorsal marcada i solcades transversalment. La lleterola de camp floreix de juny a octubre i les fulles conserven llur color verd malgrat la sequera. Aquesta planta viu als camps, erms, marges de camins i pradells anuals. Com sovint envaeix els camps de blat, es considera una mala herba.
L'Euphorbia falcata ssp falcata és una subespècie de la lleterola de camp que ha estat descoberta recentment.

## Toxicitat
Com altres plantes similars del gènere eufòrbia la lleterola de camp produeix una resina blanca o làtex molt tòxica. Coneguda vulgarment com a "llet" s'utilitzava antigament com a metzina, com a laxant, com a antisèptic i per tractar berrugues a l'herboristeria tradicional.